# جیم بیلبا
جیم بیلبا (فرانسوی: Jim Bilba‎؛ زادهٔ ۱۷ آوریل ۱۹۶۸) بازیکن سابق و مربی بسکتبال اهل فرانسه است.
وی در مسابقات کشوری و بین‌المللی در مجموع برندهٔ ۱ مدال نقره شده‌است.